# Asian Kung-Fu Generation
Asian Kung-Fu Generation (estilitzat en majúscules) és una banda japonesa de rock alternatiu formada a Yokohama l'any 1996. Durant tota la seva carrera, la banda ha estat formada pel vocalista Masafumi Gotō, el guitarrista Kensuke Kita, el baixista Takahiro Yamada i el bateria Kiyoshi Ijichi. Malgrat la naturalesa indie de la seva música, la banda ha gaudit d'un èxit comercial mundial a més de l'aclamació de la crítica. Asian Kung-Fu Generation ha estat citada com una de les millors i més equilibrades bandes de rock modern que van sorgir del Japó als anys 2000.

## Història

### 1996–2002: formació i llançaments indie
Asian Kung-Fu Generation es va formar l'any 1996 quan Masafumi Gotō, Kensuke Kita i Takahiro Yamada es van conèixer mentre assistien a un club de música a la Universitat Kanto Gakuin, una universitat privada de Yokohama, Japó. Després d'adonar-se que tots compartien gustos musicals similars, els tres van decidir crear la seva pròpia banda. Masafumi Gotō es va convertir en el vocalista principal i hi tocava la guitarra rítmica, Kensuke Kita tocava la guitarra solista i feia coros i Takahiro Yamada tocava el baix. El bateria Kiyoshi Ijichi es va unir a ells més tard després de separar-se d'una altra banda universitària en la qual estava. Aleshores, els quatre van començar a oferir actuacions a la seva universitat i a tota l'àrea local de Yokohama. Després de graduar-se a la universitat, després d'anys de tocar en diversos locals petits i d'haver col·laborat amb el músic de rock japonès Caramelman, AKFG va llançar el seu primer EP indie l'any 2000. L'EP de sis cançons contenia lletres originals escrites i cantades gairebé completament en anglès. Els quatre van passar la resta de l'any tocant en clubs i organitzant esdeveniments independents.
L'any següent, la banda va intentar aconseguir la reproducció a les estacions de ràdio independents per al seu primer senzill japonès, "Konayuki" (粉雪). La cançó va ser finalment inclosa per un popular DJ de ràdio i posada en gran rotació a l'estació FM Yokohama a petició dels oients. Després, AKFG va llançar un altre EP indie, I'm Standing Here. Aquesta vegada, però, la banda hi va escriure cançons en japonès. En aquest moment, la banda havia començat a atraure un nombre cada cop més gran de públic als seus espectacles celebrats en clubs dels districtes de Shibuya, Shimokitazawa, Kichijōji i Tòquio.

### 2002–2004:Hōkai AmplifieriKimi Tsunagi Five M
El 25 de novembre de 2002, després de contribuir a la recopilació Under Flowers Records, Whatch You Gonna Do?, Asian Kung-Fu Generation va llançar oficialment el seu primer mini-àlbum de segell important, Hōkai Amplifier (崩壊アンプリファー). El grup va contractar l'artista gràfic i presentador de ràdio per Internet Yusuke Nakamura per dissenyar i compondre les seves portades de singles i àlbums. L'EP aclamat per la crítica va encapçalar la llista setmanal d'High Line Records durant dues setmanes consecutives i va assolir el número trenta-cinc a la llista de vendes indies d'Oricon.
Com a resultat del seu èxit, Hōkai Amplifier va ser reeditat el 23 d'abril de 2003 pel nou segell discogràfic de la banda, Ki/oon Records, una filial de Sony Music Japan. Un mes més tard, AKFG va celebrar el seu primer espectacle principal al Shimokitazawa Club Shelter. Aquell mateix estiu, la banda va actuar als festivals anuals de rock de "ROOKIE A GO GO" del Fuji Rock Festival 03 i Summer Sonic '03 a Tòquio i Osaka. El 6 d'agost, la banda va llançar el seu senzill debut de gran segell, "Mirai no Kakera" (未来の破片), amb el seu segon senzill, "Kimi to Iu Hana" (君という花), poc després. Dies després, AKG va celebrar la primera edició del que seria un festival anual, el Nano-Mugen Fes. L'acte va tenir lloc l'11 d'agost al Shinjuku LOFT. La banda va llançar a continuació el seu primer àlbum d'estudi de llarga durada, Kimi Tsunagi Five M (君繋ファイブエム),  el 19 de novembre. L'LP va vendre més de 250.000 còpies i va aterrar al cinquè lloc de l'Oricon gràfics en la seva primera setmana. A mesura que la seva fama i seguiment creixien, els fans van començar a anomenar la banda simplement Ajikan (アジカン) , una abreviatura de com es representa el nom de la banda en japonès.

### 2004–2005:Sol-fa
Mentrestant l'any 2004, AKFG va rebre el premi al millor artista nou, mentre que el seu vídeo de "Kimi to Iu Hana" va guanyar el premi al millor vídeo musical als premis SPACE SHOWER Music Video. Del 19 de gener al 25 de febrer, AKG va celebrar la seva primera gira de cap de cartell: Five Nano Seconds. La gira va constar de tretze espectacles. L'1 de juliol, la banda va celebrar el seu tercer festival de presentació de Nano-Mugen d'ASIAN KUNG-FU GENERATION al Tokyo Arena Nippon Budokan. Durant l'estiu següent, la banda va tocar en més de deu festivals de rock d'estiu, inclosos Meet The World Beat, Rock In Japan Fes 04 i Fuji Rock Festival 04.
Al llarg de l'any, la banda va llançar quatre senzills més: "Siren" (サイレン), "Loop & Loop" (ループ＆ループ), "Rewrite" (リライト) i "Kimi no Machi Made" (君の街まで), abans de llançar finalment el seu segon àlbum de llarga durada, Sol-fa (ソルファ) el 20 d'octubre. L'àlbum va debutar al número u de les llistes d'Oricon on es va mantenir durant dues setmanes consecutives i finalment va arribar a vendre més de 600.000 còpies. L'àlbum va rebre elogis de la crítica pel seu so perfeccionat i l'alta qualitat de producció, que va anul·lar completament la barrera lingüística que sovint impedia el públic no parlant japonès. Aquesta noció es va fer evident després del llançament nacional de Sol-fa, quan els fans d'AKFG d'arreu del món es van organitzar i van demanar que les còpies del segon àlbum es distribuïssin fora del Japó. El suport a Ajikan finalment va donar lloc a que Tofu Records signés un contracte per llançar Sol-fa als Estats Units el 18 d'octubre de 2005. A més, la cançó "Rewrite" va trobar reconeixement tant a nivell nacional com internacional quan va ser escollida com el quart tema d'obertura de la sèrie d'anime Fullmetal Alchemist. Al voltant de la mateixa època, la seva cançó "Haruka Kanata" va gaudir d'un reconeixement similar després de ser utilitzada per a la segona obertura de la sèrie d'anime Naruto. Asian Kung-Fu Generation va passar els dos mesos següents en una gira nacional que constava de dotze espectacles anomenada "Tour SUI CUP 2004 -No! Member, November". La gira va incloure un prestigiós cap de cartell al Nippon Budokan Arena. Aleshores, els quatre van llançar un DVD de vídeo de cap d'any, izō Sakuhinshū Vol. 1 el 26 de novembre. El DVD és una recopilació dels vídeos musicals de tots els senzills des de "Haruka Kanata" fins a "Kimi no Machi Made", incloent un clip mai vist de "Siren". El vídeo conté comentaris d'àudio per a cada cançó, un making-of i imatges en directe derivats dels seus concerts. El 2016, la cançó "Re:Re:" es va tornar a gravar i es va utilitzar com a obertura de l'anime Erased.

### 2005–2007:FanclubiFeedback File
A causa, en part, del seu creixent reconeixement, Asian Kung-Fu Generation dedicaria una quantitat significativa de temps els següents dos anys a realitzar extenses gires nacionals. Entre el 14 de març i el 26 de juny de 2005, AKG va realitzar una extensa gira Re:Re exhaurint les entrades, actuant en quaranta-vuit concerts a trenta-vuit ciutats del Japó. Al mateix temps, la banda va llançar el seu segon DVD, Eizō Sakuhinshū Vol. 2: Live at Budokan +. El vídeo de dos discos va ser el primer DVD en directe de la banda, ja que el primer disc conté imatges en directe de la totalitat de l'espectacle final del seu "Tour Suihai 2004 - No!Member, November-", a Budokan, on van actuar abans d'un audiència de més de 10.000 persones el 5 de desembre de 2004. Mentrestant, el segon disc conté clips del seu primer concert al Shimokitazawa Shelter Club el 2 de novembre de 2004. També inclou un documental d'entre bastidors dirigit per Toshiaki Toyoda i filmat a la Universitat Kanto Gakuin, així com extractes del vídeo musical de "Kimi to Iu Hana". Després del seu llançament, el vídeo va aconseguir encapçalar les llistes de DVD d'Oricon durant un mes sencer. El 9 de juliol, AKFG va celebrar el seu cinquè Festival Nano-Mugen al Yokohama Arena, on van actuar amb altres set bandes japoneses i britàniques. Per anunciar l'esdeveniment, van llançar un àlbum recopilatori abans que incloïa una cançó de cada banda que assistia al festival. Durant l'estiu següent, AKG va assistir a una sèrie de festivals, com Summer Sonic 05, Rising Sun Rock Fes. 2005, i Rock in Japan Fes. 05. També van aparèixer com a convidats a GOGOICHI –SPACE SHOWER CHART SHOW– el 27 de novembre a SPACE SHOWER TV. La banda va tancar l'any llançant el senzill "Blue Train" (ブルートレイン), seguit d'una breu gira titulada "Tour SUI CUP 2005 - Winter Dragon" al desembre.
La banda va començar el 2006 amb el llançament del segon senzill del seu següent àlbum, "World Apart". El senzill va ser únic perquè presentava una cançó en la qual Kensuke Kita era el cantant principal. Va ser la primera cançó d'AKFG en aconseguir l'estatus de single número u, també va ser l'any que la banda finalment va poder adquirir el seu propi estudi. Després van participar en actuacions en directe a LIVE SUPERNOVA DX el 16 de febrer de 2006. El 15 de març, AKG va llançar el seu tercer àlbum de llarga durada, Fanclub (ファンクラブ). L'àlbum va assolir el número tres i es va mantenir entre els cinc primers d'Oricon durant gairebé dos mesos. El mes següent, la banda va fer una gira nacional titulada Count 4 My 8 Beat. Les entrades per als trenta-vuit espectacles es van esgotar ràpidament. La Sisena Nano-Mugen Fes anual d'AKFG es va celebrar al Yokohama Arena. Durant dos dies, van actuar Asian Kung-Fu Generation i onze bandes més, incloent sis bandes japoneses, tres bandes americanes i dues bandes angleses. Com l'any anterior, al juliol es va publicar un àlbum recopilatori per anunciar el Festival Nano-Mugen. Després de tres anys d'assistir al Fuji Rock Fes, AKFG va tenir l'oportunitat d'actuar al seu cobejat Green Stage principal per primera vegada al Fuji Rock Festival 06.
Per commemorar el seu deu anys d'aniversari, Asian Kung-Fu Generation va llançar el seu primer àlbum recopilatori, Feedback File el 25 d'octubre. En lloc d'oferir senzills d'èxit, l'àlbum nostàlgic va ser compilat principalment de cares B, actuacions en directe i antigues demos dels seus primers temps indie. Tot i que va incloure poc material nou, la recopilació va tenir un èxit comercial i va aconseguir debutar al número dos de les llistes d'Oricon. A continuació, AKFG va fer una gira de dos mesos titulada Tour Sui Cup 2006-2007: The Start of a New Season. Més de 100.000 fans van assistir a aquesta gira, que va viatjar per vuit ciutats i va comptar amb actuacions convidades de bandes del Japó i els Estats Units. Enmig de la gira, AKFG va rebre l'encàrrec del director de la pel·lícula d'anime, Tekkonkinkreet, per compondre un tema per a la pel·lícula. La banda va crear una cançó anomenada "Aru Machi no Gunjō" (或る街の群青) i la va llançar com a senzill de cap d'any abans de l'estrena de la pel·lícula.

### 2007–2008: Retirada iWorld World World
El 21 de març, la banda va llançar un altre DVD en directe, Eizō Sakuhinshū Vol. 3 que contenia imatges de la seva gira anterior. Tot i que van participar en diversos festivals nacionals d'estiu, AKFG es va retirar gradualment al llarg del 2007 abans d'aturar les aparicions gairebé per complet, inclosa l'absència del seu festival anual Nano-Mugen. No obstant això, la banda va llançar el senzill "After Dark", que va debutar entre els deu primers de les llistes d'Oricon i va ser utilitzat com a setè opening per a la sèrie d'anime Bleach.
Al març de l'any següent, la banda va llançar el seu següent àlbum, World World World, acompanyat del senzill "Korogaru Iwa, Kimi ni Asa ga Furu" (転がる岩、君に朝が降る). Malgrat la manca d'aparicions als mitjans i l'important període entre llançaments, l'àlbum va debutar al número 1 de la llista d'àlbums d'Oricon.
Pocs mesos després del llançament de l'àlbum, Asian Kung-Fu Generation va llançar el seu segon EP de segell important, Mada Minu Ashita ni, l'11 de juny de 2008. El miniàlbum inclou cançons concebudes al voltant del moment de la gravació del seu àlbum de llarga durada anterior. Tot i que l'EP no va generar senzills, la cançó "Mustang" va aconseguir arribar al número quinze del Japan Hot 100. La cançó va ser la primera entrada de la banda a la llista llavors recentment establerta.

### 2008–2009:Surf Bungaku Kamakura
La banda va aparèixer com a protagonista d'un espectacle celebrat al Yokohama Bay Hall per la banda nord-americana de rock alternatiu Third Eye Blind el 18 de juliol. Al seu torn, Third Eye Blind va aparèixer més tard per a la quarta i última formació del setè festival anual de Nano-Mugen d'AKFG celebrat al Yokohama Arena fins al 20-21 de juliol. El grup va ser només un d'un total de setze actes musicals, originaris del Japó, Amèrica i el Regne Unit, que van actuar al festival juntament amb Asian Kung-Fu Generation, que més tard van llançar el seu tercer disc de Nano-Mugen, Nano-Mugen Compilation 2008. Assolint el número divuit de les llistes d'Oricon i conservant una cançó de cadascun dels setze grups, la recopilació va incloure el nombre de cançons més gran de la sèrie Nano-Mugen fins ara. A més, la cançó "Natsusemi" (夏蝉, Cigales d'estiu) , composta per AKFG només per a la recopilació, va aconseguir arribar al número trenta-sis del Japan Hot 100 tot i no ser llançada com a senzill.
Al setembre, Asian Kung-Fu Generation va tenir l'oportunitat de tocar al costat de Weezer, un grup de rock alternatiu de Califòrnia que havia tingut una gran influència en la seva música. El WEEZER FESTIVAL va ser la primera gira de Weezer al Japó en tres anys i com a promoció del seu The Red Album, van actuar el 13 de setembre a Intex Osaka i el 15 al The National Yoyogi First Gymnasium de Tòquio. Asian Kung-Fu Generation, juntament amb el grup de rock japonès Going Under Ground, van actuar tant a l'escenari d'Osaka com a Tòquio.
Més tard van llançar el seu dotzè senzill Fujisawa Loser a l'octubre seguit del seu cinquè àlbum d'estudi Surf Bungaku Kamakura.

### 2009–2012:Magic DiskiBest Hit AKG

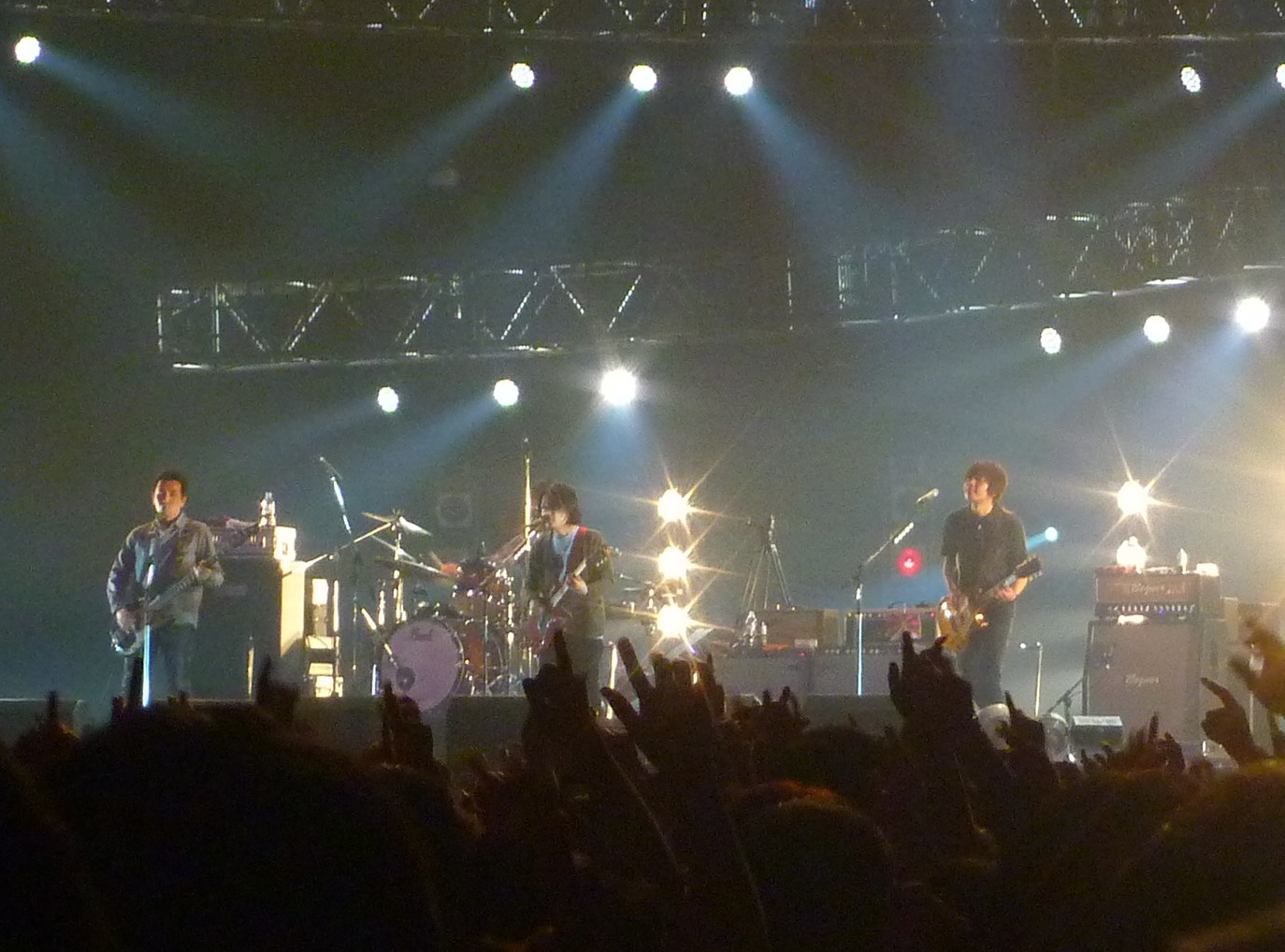
Asian Kung-Fu Generation actuant a Countdown Japan, desembre de 2011

Després d'un 2008 ocupat, la banda va passar temps fent gira i escrivint nou material. Al març de 2009, van llançar el seu cinquè DVD, Eizō Sakuhinshū Vol. 5, amb una col·lecció de vídeos en directe de diversos esdeveniments en directe el 2008. El juliol de 2009, Asian Kung-Fu Generation va celebrar el seu festival anual Nano-Mugen. Això va ser acompanyat per Nano-Mugen Compilation 2009, que va incloure una nova cançó, "Yoru no Call" (夜のコール, Trucada nocturna), i temes de cadascuna de les altres 16 bandes que van participar al festival. En acabar el festival, Gotō va anunciar que el grup havia començat a escriure i produir un nou àlbum. Immediatament després de Nano-Mugen, el grup va començar la seva temporada d'estiu de festivals 2009 amb actuacions al Jisan Valley Rock Festival de Corea, "Rock in Japan Festival 2009" i "Sweet Love Shower Festival 2009". A l'octubre, el seu sisè DVD, Eizō Sakuhinshū Vol. 6, va ser llançat i també va ser el primer llançament de la banda en Blu-ray. Va comptar amb un concert de la seva gira a la sala de març de 2009 "World World World", que va incloure un disseny d'escenografia i una llista de conjunts més experimentals, així com l'ús d'instruments com el tenori-on i una secció de cordes. La segona meitat dels temes incloïen tot el seu àlbum de 2008 Surf Bungaku Kamakura de principi a fi.
La banda va llançar el seu 13è senzill, "Shinseiki no Love Song" (新世紀のラブソング, Cançons d'amor del nou mil·lenni), el 2 de desembre de 2009, que presentava un DVD de cançons de l'aparició del grup al Jisan Valley Rock Festival anteriorment. l'any. Al mateix temps, la banda va anunciar que a finals de març de 2010 llançarien un nou senzill titulat "Solanin", que s'utilitzaria com a tema principal de la pel·lícula del mateix títol. El senzill presentava un remix de "Mustang" de Mada Minu Ashita ni, que era una barreja d'estudi de la versió reproduïda a Eizō Sakuhinshū Vol. 6. La pista també es va utilitzar com a tema final de la pel·lícula.
El gener de 2010, Gotō va publicar una entrada al seu diari on afirmava que havien gravat una versió japonesa de la cançó de The Rentals "A Rose Is a Rose". El febrer de 2010, la banda va passar 2 setmanes a Nova York, en les quals van gravar 2 cançons. El mateix mes es va anunciar que la banda proporcionaria el tema d'obertura de l'anime The Tatami Galaxy, que inclou el disseny de personatges de Yusuke Nakamura, el mateix artista que il·lustra les portades del CD d'Ajikan. La cançó es titulava "Maigoinu to Ame no Beat" (迷子犬と雨のビート, Gos perdut i ritme de pluja). El seguiria el llançament d'un senzill.
A l'abril de 2010, Gotō va publicar una entrada al seu diari indicant que el sisè àlbum de llarga durada de la banda seria llançat el juny de 2010 amb el títol "Magic Disk" (マジックディスク, Majikkudisuku).
El març de 2011, el terratrèmol i el tsunami de Tōhoku de 2011 van fer que la banda cancel·lés la resta de la seva "Vibration of Music Tour 2010-2011", a causa de que alguns equips de gira estaven danyats. La setmana següent després del desastre, Masafumi Gotō va publicar una lletra al seu diari, inspirada en el desastre, anomenada "Suna no Ue" (砂の上, A la sorra). La cançó es va gravar més tard i es va reproduir a la ràdio en directe per tot el Japó. El mes següent, Gotō va anunciar més tard al seu diari que estaven a l'estudi, gravant noves cançons. Es van publicar dues noves cançons d'AKG a la Nano-Mugen Compilation 2011, titulades "Hikari" i "All right Part 2".
El juliol de 2011, Asian Kung-Fu Generation va tocar en directe al "Jisan Valley Rock Festival", un festival de música anual de 3 dies que se celebra cada juliol a l'estació d'esquí de Jisan Valley, a Icheon, Corea del Sud.
El novembre de 2011, la banda va anunciar que llançarien un nou senzill i un millor disc. El senzill, titulat "Marching Band", va ser llançat el 30 de novembre i l'àlbum recopilatori, Best Hit AKG, va ser llançat el gener de 2012 Gotō va anunciar a través de Twitter que el recopilatori no representava el final de la banda, i que encara tenien previst publicar un àlbum original a l'estiu del 2012.

### 2012–2015:LandmarkiFeedback File 2
L'11 d'abril de 2012, AKFG va llançar el senzill, titulat "Kakato de Ai o Uchinarase" (踵で愛を打ち鳴らせ, Colpeja el teu amor amb els talons). Va ser composta pel guitarrista principal de la banda, Kita. El juny de 2012, es va publicar un vídeo promocional per a una cançó titulada "Yoru o Koete" (夜を越えて, Més enllà de la nit), en promoció del Nano-Mugen Festival 2012. Apareix a Nano-Mugen Compilation 2012, publicada el 27 de juny de 2012.
Uns dies abans del Festival Nano-Mugen de 2012, es va anunciar que un nou senzill, titulat "Sore dewa, Mata Ashita" (それでは、また明日, Bé, doncs, ens veiem demà), sortiria el 25 de juliol de 2012. També va ser el tema principal de Naruto the Movie: Road to Ninja, que es va estrenar el 28 de juliol. Després del Festival Nano-Mugen de 2012, també es va anunciar al lloc web de la banda que el 12 de setembre de 2012 sortiria un nou àlbum, titulat <i id="mwAXQ">Landmark</i>, i que seguiria una gira el mes d'octubre següent en suport de l'àlbum.
Un nou senzill, titulat "Ima o Ikite" (今を生きて, Viure el moment) , va ser llançat el 20 de febrer de 2013, i va aparèixer en una pel·lícula, titulada Yokomichi Yonosuke (横道世之介).
El 2013, Asian Kung-Fu Generation va emprendre la seva primera gira europea, amb 3 dates a 3 països que constaven de Londres (31 de maig), París (2 de juny) i Colònia (3 de juny). El setembre de 2013, la banda va celebrar el seu 10è aniversari de signar amb un segell important fent un concert especial durant dos dies a l'estadi de Yokohama. Aquest concert va incloure artistes convidats de The HIATUS, The Rentals, Straightener i Fujifabric.
El desembre d'aquell any, per celebrar el seu 10è aniversari, es van embarcar en la seva primera gira pel circuit asiàtic, actuant a Corea, Singapur i Taiwan juntament amb la banda Straightener (també celebrant el seu 10è aniversari) i una banda local de cada país respectiu.

### 2015–2017:Wonder FutureiSol-fa 2016
El maig de 2015, la banda va publicar el seu vuitè àlbum, Wonder Future, produït per Masafumi Gotō. L'únic senzill de l'àlbum, "Easter", va ser llançat el març de 2015. Per a l'àlbum de promoció, van llançar dos videoclips, "Opera Glasses" i "Planet of the Apes". Van fer una gira anomenada "Asian Kung-fu Generation Tour 2015 (Wonder Future)" de juliol a octubre de 2015 al Japó i novembre a Europa. El març de 2016, van llançar DVD i Blu-ray en directe, Eizo Sakuhin Shu Vol.12 que conté el seu concert de gira al Tokyo International Forum.

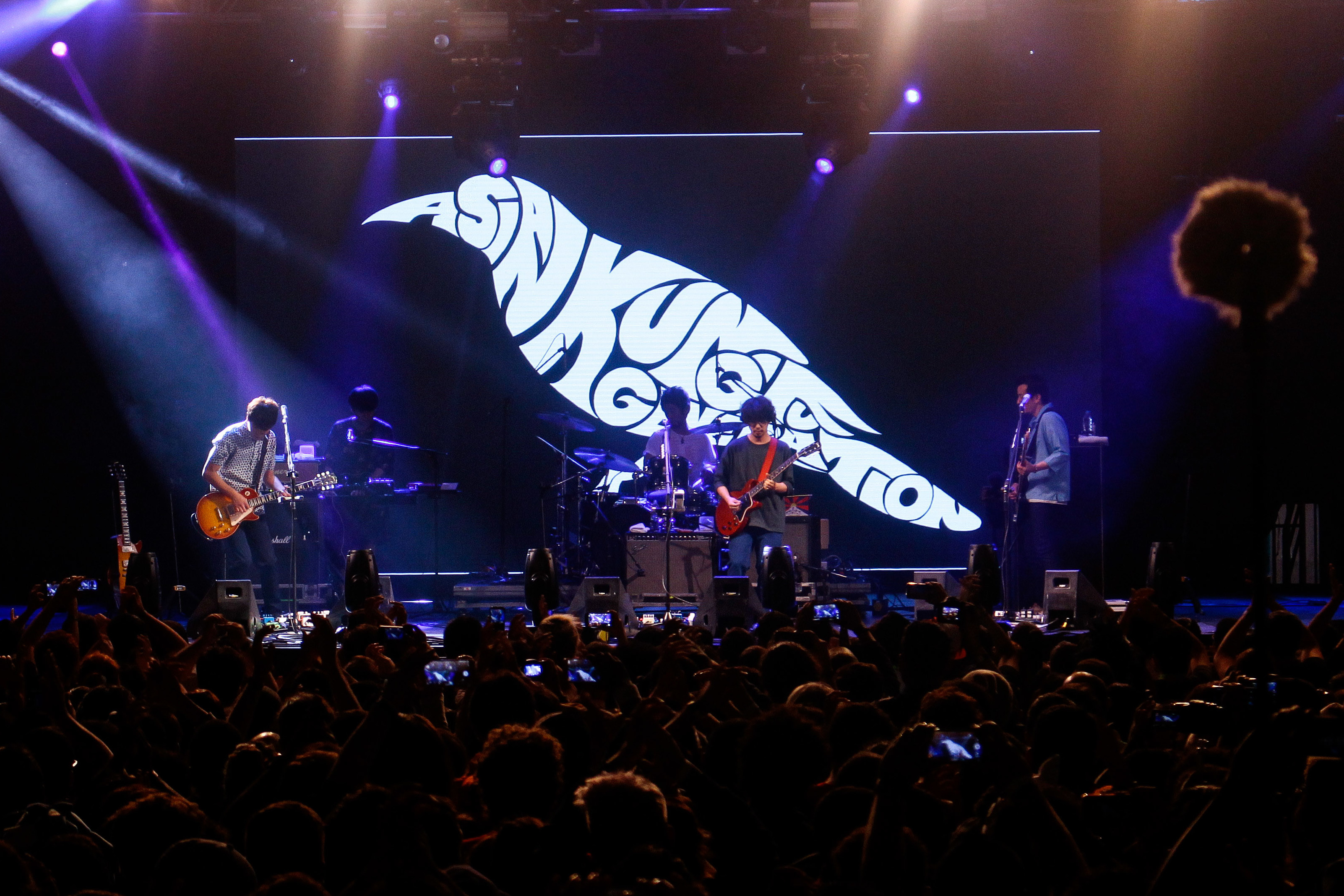
Actuant a São Paulo a Anime Friends 2017

El 2016, la banda va llançar tres senzills que van utilitzar com a tema principal per a pel·lícules i anime. "Right Now" per a la cançó temàtica de la pel·lícula del 2016, Pinku to gurē, mentre que la nova gravació de "Re: Re:" i "Blood Circulator" es va utilitzar com a tema d'obertura per a Erased i Naruto respectivament. Per celebrar el seu 20è aniversari en directe, van tornar a gravar Sol-fa i van fer una gira amb una llista de cançons que contenia totes les cançons de Sol-fa. El 2017, van llançar el seu àlbum tribut AKG Tribute, box-set AKG Box –20th Anniversary Edition– que conté el seu àlbum de Hōkai Amplifier a Wonder Future i van publicar DVD i Blu-ray en directe, Eizo Sakuhin Shu Vol.13. També van llançar el senzill "Kōya o Aruke" i es va utilitzar com a tema principal de la pel·lícula d'anime del 2017, Yoru wa Mijikashi Aruke yo Otome. El juliol de 2017 van fer una gira pels Estats Units i l'Amèrica del Sud. El desembre de 2017, van fer una gira amb Feeder i van interpretar una nova cançó anomenada "Sleep", escrita per Feeder.

### 2018–2021:Best Hit AKG 2iHometown
El març de 2018, van llançar Best Hit AKG 2 juntament amb dos àlbums contrabandistes, HONE i IMO. Van fer una gira anomenada "BONES & YAMS" (basada en dues caràctules d'àlbums pirates), amb Nick Moon com a teloner. El setembre de 2018, la banda va llançar un senzill "Boys &amp; Girls". El desembre de 2018, van llançar el seu novè àlbum d'estudi Hometown amb una edició limitada que conté Can't Sleep EP. Van decidir dividir l'àlbum perquè no volien que la gent pagués el doble de la quantitat per CD separats i escoltar l'àlbum durant una hora més era massa llarg. Tots dos àlbums tenen col·laboració amb altres músics com Rivers Cuomo, Butch Walker, Grant Nicholas, Ayaka Tatamino, Atsushi Horie i The Charm Park. Per promocionar el nou àlbum, la banda va anunciat una gira nacional al Japó fixada de març a juliol. També van llançar vídeos musicals per a "Hometown", "Haikyo no Kioku", "Sleep", "UCLA", "Motor Pool" i "Rainbow Flag", i tres darrers van ser el resultat de Creator Auditions organitzades per koe Inc. Al maig de 2019, van llançar un senzill doble cara A, "Dororo/Kaihōku". "Dororo" es va utilitzar com a segona obertura de l'anime del remake del 2019, Dororo. L'octubre de 2019, van fer una gira anomenada Nano-Iro Electric Tour amb Straightener i Ellegarden en tres llocs, amb cada banda actuant com a cap de cartell. Després de la gira, van anunciar dos concerts a Londres i París juntament amb dos concerts addicionals a Londres com a teloners de Feeder el novembre de 2019.
El gener de 2020, van anunciar la gira anomenada Tour 2020 Sui Cup 2 -The Song of Apple- que es realitzaria entre maig i juny. Tanmateix, la gira es va retardar fins a l'octubre de 2020 abans que la cancel·lessin a causa de la pandèmia de la COVID-19. A l'octubre de 2020, van llançar un nou senzill doble cara A, Dialogue/Furetai Tashikametai, amb dues cançons gravades a RAK Studio. També van fer un concert especial de tres dies per substituir la gira cancel·lada.
El juny de 2021, es va anunciar que Asian Kung-Fu Generation proporcionaria el tema principal de la nova pel·lícula My Hero Academia My Hero Academia: World Heroes Mission anomenada "Empathy". El juliol de 2021, es va anunciar un nou senzill "Empathy" i que una col·lecció de vídeos musicals anomenada Eizo Sakuhin Shu vol. 17 es publicaria el 4 d'agost de 2021. També es van embarcar en una gira del 25è aniversari, titulada Quarter-Century, el novembre de 2021. El novembre de 2021, van anunciar un concert especial de dues nits anomenat More Than a Quarter-Century al Pacifico Yokohama el març de 2022.

### 2022-present:Planet FolksiSurf Bungaku Kamakura Complete
El 30 de març de 2022 van publicar el seu desè àlbum d'estudi Planet Folks. Va incloure tres senzills anteriors al costat de "Flowers" de la cara B d'Empathy i músics convidats com ROTH BART BARON, Rachel of Chelmico i OMSB. Van llançar tres vídeos musicals, "You To You", "De Arriba" i "Hoshi no Yoru, Hikari no Machi" i van fer una gira anomenada "Tour 2022 (Planet Folks)" de maig a novembre de 2022 al Japó. També en aquesta gira, van substituir el seu membre de suport més llarg Ryosuke Shimomura (que volia centrar-se en el seu projecte en solitari) per YeYe, Achico, George i Kikuchi Takuma. El documental de l'àlbum de Planet Folks anomenat "(Planet Folks) 5-hour liner notes" es va publicar a Youtube i es va dividir en diversos vídeos. Als premis Space Shower Music 2022, van ser guardonats com a "Best Respect Artist".
L'agost de 2022, van actuar al festival Summer Sonic 2022 per primera vegada des de 2005. El nou senzill, " Demachiyanagi Parallel Universe " va ser seleccionat com a tema d'obertura de la seqüela de la sèrie d'anime The Tatami Galaxy, Tatami Time Machine Blues, que es va estrenar el setembre de 2022. El desembre de 2022, es va anunciar que la cançó "Shukuen" de Asian Kung-Fu Generation serà el tema principal de la 12a obertura de la sèrie d'anime Boruto: Naruto Next Generations. El senzill amb el mateix nom es va publicar el 8 de febrer de 2023. També al desembre de 2022, es va utilitzar una versió de "Korogaru Iwa, Kimi ni Asa ga Furu" com a cançó final per al final de la sèrie d'anime Bocchi the Rock! El 18 de gener de 2023, la banda va llançar el Boruto: Naruto Next Generations obrint "Karma" digitalment, juntament amb l'anunci d'un senzill CD complet que sortiria el 8 de febrer.
El 4 de maig, la banda va anunciar que llançarien una versió completa de Surf Bungaku Kamakura el 5 de juliol, inclosa una nova gravació de l'àlbum original i 5 cançons noves per cobrir les estacions de la línia Enoshima Electric Railway que originalment no en tenien cap. S'han llançat dues cançons com a senzills, "Yanagikōji Parallel Universe" i "Nissaka Down Hill", que són les cares B de Demachiyanagi Parallel Universe i Shukuen respectivament. Poc abans del llançament de l'àlbum també es va anunciar una gira nacional per promocionar l'àlbum a finals d'aquell any.
El 25 de maig, la banda va oferir una cançó anomenada "Beautiful Stars" per a l'actriu Non per al seu segon àlbum, Pursue i la banda també va aparèixer al vídeo musical.
L'agost de 2023, la banda estaven programats com a convidats al concert de Kana-Boon, però el va cancel·lar perquè Ijichi va donar positiu per COVID-19. Després de recuperar-se, la banda va actuar en alguns festivals japonesos d'estiu com Rock In Japan, Sweet Love Shower i Rush Ball. La banda també va actuar en directe a Indonèsia per primera vegada el 18 d'agost.
El juliol de 2024, la banda va llançar una col·lecció de senzills, una recopilació de dos discos de totes les cares A llançades per commemorar el 20è aniversari del debut important. La col·lecció també inclourà una nova gravació de "Haruka Kanata".

## Membres de la banda
| Membres actuals - Masafumi Gotō – veu principal, guitarra rítmica - Kensuke Kita – guitarra principal, cors - Takahiro Yamada – baix, cors - Kiyoshi Ijichi – bateria, percussió | Antics membres de gira - Daisuke Kanazawa – teclats (2010–2011) - Ai Iwasaki – cors (2012–2013) - Shigeo Mihara – percussió (2012–2013) - Tadashi Ueda – teclats, guitarra (2012–2013) - Ryōsuke Shimomura – teclats, guitarra, percussió, cors (2013–2021) - Takuma Kikuchi (Mop of Head) – teclats (2022) - YeYe – cors (2022) - Achico – cors (2022–2023) - George (Mop of Head) – teclats (2022–2023) |

## Discografia
Àlbums d'estudi
- Kimi Tsunagi Five M (2003)
- Sol-fa (2004)
- Fanclub (2006)
- World World World (2008)
- Surf Bungaku Kamakura (2008)
- Magic Disk (2010)
- Landmark (2012)
- Wonder Future (2015)
- Sol-fa 2016 (2016)
- Hometown (2018)
- Planet Folks (2022)
- Surf Bungaku Kamakura Complete (2023)